# Numismatisches Nachrichtenblatt
Das Numismatische Nachrichtenblatt (NNB) ist eine Zeitschrift für Numismatik, die seit 1952 von der Deutschen Numismatischen Gesellschaft (damals Verband der westdeutschen Münzvereine, 1961–1990 Verband der Deutschen Münzvereine) als Verbandsorgan herausgegeben wird. Sie wird im Battenberg Gietl Verlag in Regenstauf hergestellt.
Früherer Herausgeber war die Numismatische Kommission der Länder in der Bundesrepublik Deutschland. Chefredakteur ist seit 1996 der Numismatiker Rainer Albert.